# Herb Czechosłowacji
Herb Czechosłowacji – jeden z symboli państwowych państwa czechosłowackiego istniejącego latach 1918–1992, kilkukrotnie zmieniany wraz z przemianami ustrojowymi i politycznymi.

## Lata międzywojenne

Herb tymczasowy

Pierwszy herb Czechosłowacji, jako tymczasowy został ustanowiony 19 maja 1919 r. będący dotychczasowym herbem Królestwa Czech. Przedstawiał w polu czerwonym dwuogonowego lwa w skoku, zwróconego w prawo z językiem, pazurami i koroną złotymi

Herb mały
Herb średni
Herb wielki
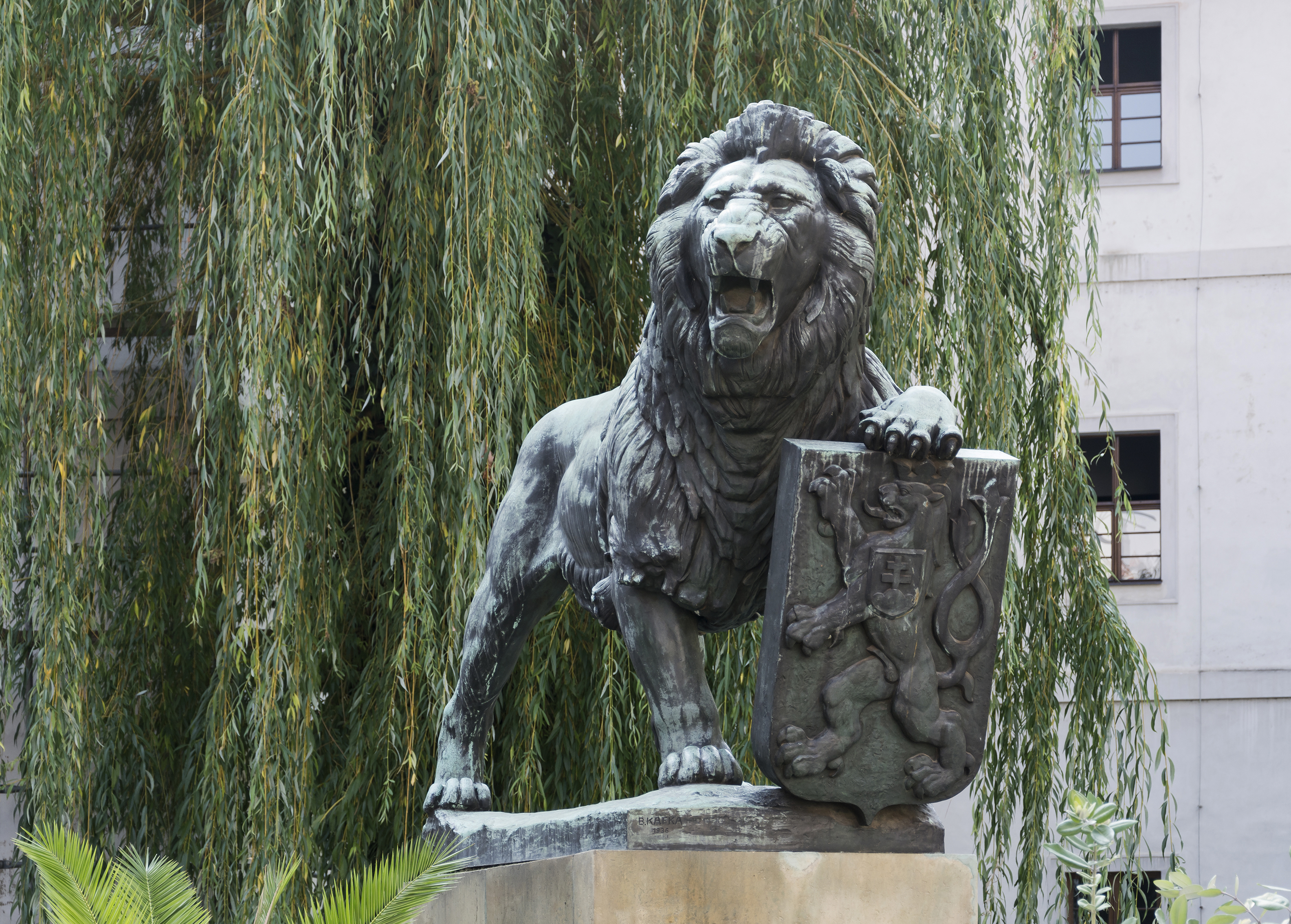
Herb mały na pomniku w Pradze

Herb Czechosłowacji używany był w trzech wersjach: herbu małego, średniego i wielkiego. Został ustanowiony 30 marca 1920 r. Projektował go Alfons Mucha.
Mały herb przedstawia historycznego czeskiego lwa z dwoma ogonami, ze słowackim herbem na piersiach. Słowacki symbol przedstawia góry z krzyżem Cyryla i Metodego.
Średni herb jest na tarczy czterodzielnej w krzyż, z tarczą sercową. W polu pierwszym czerwonym, srebrny krzyż lotaryński na błękitnym trójwzgórzu (herb Słowacji); w polu drugim dwudzielnym w słup, z prawej (heraldycznie) na błękitnym trzy złote pasy, z lewej na srebrnym tle czerwony wspięty niedźwiedź (herb Zakarpacia); w trzecim polu błękitnym orzeł w szachownicę srebrno-czerwoną, dziób i szpony złote (herb Moraw); w czwartym, złotym, czarny orzeł ze srebrną przepaską z krzyżem na piersi, szpony i dziób czerwone (herb Śląska). W tarczy sercowej, czerwonej srebrny lew wspięty, o podwójnym ogonie oraz złotej koronie i języku (herb Czech).
Ruś Podkarpacka nigdy nie była historyczną krainą i nigdy nie posiadała herbu, więc herb zawiera symbolikę obu narodów tu żyjących, jakimi są ukraińskie kolory i czerwony niedźwiedź. Herb Rusi Podkarpackiej ustanowiono w 1920 r., niedźwiedź został wzięty z herbów miast Zakarpacia w których często występuje.
Herb wielki zawiera symbole wszystkich ziem historycznych, z których składała się Czechosłowacja: w tarczy siedmiopolowej z tarczą sercową, w polach 1, 2, 3 i 4 herby jak w herbie średnim; w polu 5, błękitnym złoty orzeł (Śląsk Cieszyński); pole 6, dwudzielne w słup z lewej srebrne, z prawej czerwone (Śląsk Opawski), pole 7; dwudzielne w słup łączy z prawej herb ziemi cieszyńskiej, z lewej opawskiej (Śląsk Raciborski). W tarczy sercowej czerwonej, srebrny lew o podwójnym ogonie, korona i język złote (Czechy). Tarcza podtrzymywana jest przez dwa złote lwy, stojące na gałązkach lipy, oplecionych wstęgą z dewizą – Pravda vítězí (czes. Prawda zwycięża).
Dewiza herbowa (czasem podawana w formie łacińskiej Veritas vincit) pochodzi z listów Jana Husa do Jana z Rejštejnu z 1413 i 1415 roku, który z kolei zaczerpnął je z apokryficznej Trzeciej Księgi Ezdrasza.

## II wojna światowa

### Protektorat Czech i Moraw

Herb mały
Herb wielki

Obowiązywał w latach 1939–1945 na terenie okupowanych przez nazistów terenów dawnej Czechosłowacji, czyli Protektoratu Czech i Moraw. Został ustanowiony 10 sierpnia 1939 r.
Herb wielki był czwórdzielny w krzyż. W polu pierwszym i czwartym znajdowało się historyczne godło Czech – biały lew na czerwonym tle. W polu drugim i trzecim znajdował się herb Moraw – orzeł w szachownicę srebrno-czerwoną na niebieskim tle.
Częściej w użyciu był herb mały – przedstawiał historycznego lwa czeskiego na czerwonym tle. Był podobny do przedwojennego małego herbu Czechosłowacji, nie posiadał jednak na piersi herbu Słowacji. Był to przywrócony herb tymczasowy z 1919 r.

### Okręg Rzeszy Kraj Sudetów

Herb

Obowiązywał w latach 1940-1945 na terenie okupowanych przez nazistów terenów dawnej Czechosłowacji, czyli Okręgu Rzeszy Kraj Sudetów (1938-1945). Został ustanowiony 9 września 1940 r.
W polu pierwszym znajdował się na czerwonym tle czarny orzeł przemyślidzki (orzeł świętowacławski – dawny herb Czech aż do połowy XIII wieku), w polu drugim dwudzielnym w słup orzeł morawsko-śląski, z prawej (heraldycznie) na srebrnym tle połowa orła czarnego z białą przepaską w kształcie półksiężyca (herb Śląska Sudeckiego), z lewej na czarnym tle połowa orła w szachownicę srebrno-czerwoną (herb Moraw). W polu dolnym znajdowała się na czerwonym tle krata srebrna – fragment herbu Wolnego Miasta Rzeszy – Chebu (Eger) jako symbol Ziemi Chebskiej (Egerlandu).

### Republika Słowacka

Herb

Obowiązywał w latach 1939-1945 na terenie pierwszej Republiki Słowackiej.

## Po II wojnie światowej: 1945–1960
Po II wojnie światowej Ruś Podkarpacka została wcielona do ZSRR. Z pewnymi zastrzeżeniami powrócono do używania herbu przedwojennego, jednak średniego herbu przestano używać, chociaż formalnie nie został usunięty. Dużego herbu wciąż używał parlament i prezydent. W innych przypadkach stosowano mały herb przedwojenny.

## Po utwierdzeniu władzy komunistycznej: 1960–1990

Herb w latach 1960–1990

W 1960 roku Centralny Komitet KPCz uznał okres budowy fundamentów komunizmu w Czechosłowacji za zakończony, w związku z czym uznano, że potrzeba nowych symboli państwowych. Do urzędowej nazwy państwa dodano określenie „socjalistyczna”. Flaga pozostała bez zmian, ale zaczął obowiązywać nowy i jedyny herb. Wbrew heraldycznym zasadom zmieniono jego kształt: przyjęto kształt pawęży husyckiej piechoty, która według komunistycznej propagandy była ówczesnym postępowym proletariatem, walczącym przeciw reakcjonistycznym siłom: feudałom i Kościołowi. Lew utracił królewską koronę i otrzymał komunistyczną pięcioramienną gwiazdę. Słowacki symbol na piersiach lwa przedstawiał palący się duży ogień (po słowacku vatra) na narodowej górze Krywań, co symbolizowało Słowackie Powstanie Narodowe w 1944 roku.

## Po upadku komunizmu 1990–1992

Herb od 1990

Tarczę herbu podzielono na cztery części. Z lewej strony na górze i z prawej na dole znalazł się czeski lew, w pozostałych częściach słowacki podwójny krzyż lotaryński na trzech wzgórzach, symbolizujących Tatry, Fatrę i Matrę.
Herb w takiej postaci przyjęto 20 kwietnia 1990 r..

## Herb na fladze prezydenckiej

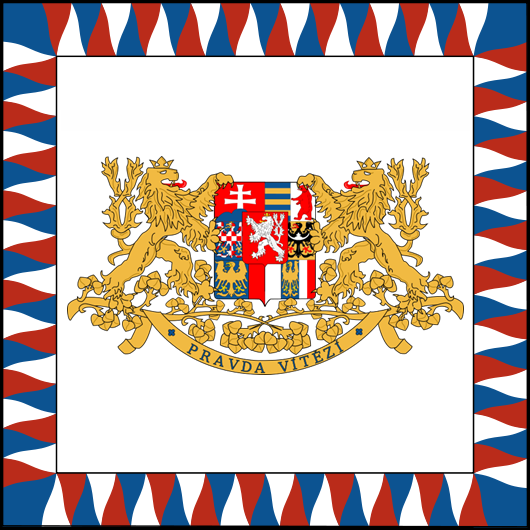
Flaga prezydencka w latach 1918–1939 oraz 1945–1960
Flaga prezydencka od 1960
Flaga prezydencka od 1990

Oprócz flagi państwowej istniała jeszcze flaga prezydencka, która zawierała herb i motto Pravda vítězí (Prawda zwycięża). Motto od 1990 r. zapisywane było w języku łacińskim (Veritas vincit).